# 旋玉杯属
旋玉杯属（学名：Tiputinia）是水玉簪科中的一种菌异养植物，于2007年首次被描述为一个属。该属目前只有一个种，也就是旋玉杯（Tiputinia foetida）。这种植物以前被认为是厄瓜多尔东部特有的，但秘鲁的新记录表明其分布的范围比以前想象的要广。该植物是一种菌根营养植物，即其缺乏叶绿素并从土壤中的真菌中获取营养。